# Ennichen Eberhard
Ennichen Eberhard (* um 1600; † vor dem 8. Juli 1658) war die Mätresse des Grafen Ulrich II. von Ostfriesland. Das Paar hatte mehrere Kinder.

## Leben
Informationen zur Herkunft Ennichen Eberhards fehlen. Geburtstag und -ort sind unbekannt. Ulrich II. begann noch vor seiner Hochzeit mit Juliane von Hessen-Darmstadt eine Affäre mit ihr und setzte diese auch nach seiner Hochzeit fort. Nachdem ein erstes Kind aus dieser Beziehung noch als Säugling gestorben war, ließ der Graf das Leben seiner Mätresse am 29. November 1630 per Vertrag finanziell absichern. Demnach sollten sie und ihr Kind zeitlebens eine adlig-freie Behausung besitzen, die Ennichen selbst im Falle des Ablebens des Kindes weiter bewohnen durfte. Darüber hinaus erhielt sie für sich und ihr Kind 1.000 Reichstaler sowie danach eine Zahlung von jährlich 200 Reichstalern und Naturalien wie jährlich einen feisten Ochsen, sechs gute Schafe, zwei große und zwei kleine Schweine, ein Quartier Roggen, eine Tonne Butter, eine Tonne Salz, ausreichend Heu und Gras für zwei Kühe sowie ein Torfmoor in der Nähe von Norden. Zuständig für die Zahlungen und Naturalienlieferungen war das Amt Norden. Lediglich Heu und Gras sollten aus den gräflichen Ländereien bei Norden bereitgestellt werden.
Am 8. Dezember 1630 kaufte der Fürst für seine Mätresse für 1.600 Reichstaler ein Haus an der Ostseite des Norder Marktplatzes. Von diesem ist der rückwärtiger Gebäudetrakt wohl noch aus dem 16. Jahrhundert erhalten. Dieses Haus, so legte es Ulrich II. fest, sollte nach dem Tod seiner Geliebten wieder an das Grafenhaus fallen. 1630 oder 1631 wurde Marie Elisabeth Friese, die gemeinsame Tochter Ulrichs und Ennichens geboren. Noch vor August 1647 heiratete Ennichen einen Ostfriesen namens Friedrich Gerken. Wenig später wurde sie am 23. August vom Grafenhaus mit einer Zahlung von 1.200 Reichstalern abgefunden. Das Haus am Norder Marktplatz fiel darin zurück an die Grafenfamilie, sämtliche bis dahin pünktlich angewiesenen Zahlungen wurden eingestellt. Ulrich II. starb am 1. November 1648. Ennichen Eberhard bekam mit ihrem angeheirateten Mann noch drei weitere Kinder. Nach dessen Tod lebte sie in sehr ärmlichen Verhältnissen, ehe sie vor dem 8. Juli 1658 verstarb.